# Baculentulus nitidus
Baculentulus nitidus är en urinsektsart som först beskrevs av Imadaté och Riozo Yosii 1959.  Baculentulus nitidus ingår i släktet Baculentulus och familjen lönntrevfotingar. Inga underarter finns listade.